# Denton (Georgia)
Denton è una città degli Stati Uniti d'America, situata in Georgia, nella Contea di Jeff Davis.